# 霧件
霧件，指由開發者在產品開發期間或之前公布消息，而因此可能不會發布的產品，多數是軟件。通常適用在超出最初聲稱的或一般預期同類產品開發周期所需的開發時間之後，仍然無法發布的產品。該名詞暗示過分樂觀、沒有事先宣佈而突然取消項目、或有時甚至欺騙的行為；即是消息公布者明明知道產品開發仍然處于過早階段，有關完成日期、性能列表甚至項目可行性，要給出負責的陳述依然為時尚早。不過，大部分雾體都不會被視作騙局，這是由於製造商的確有意去創造他們的產品，即使該產品最終未曾實現。至於沒有指定發布日期或開發時間長的產品，而又向外界表現出有規律又可核查的生產進展，就不會被標籤為雾體。

## 詞源
1970年代末至80年代初，軟件商們喜歡用自己搭配的名詞然後在後面加上「ware」來形容他們的軟件，該詞正起源于當時雜誌評論員們對此現象的引申和惡搞。Vapor在英語裏有蒸氣、無實質之物的意思。
因為當時的個人電腦市場仍然方興未艾，硬件廠商通常提供能運行于自家硬件的軟件，這些軟件一般不能在其他廠商的硬件上使用。這不同于今日的電腦市場，已經形成蘋果、視窗和Linux三大平臺，並主要由第三方獨立開發者提供軟件。
當時的軟件開發進度經常落後于它所支持的系統的硬件開發，一些電腦廠商為了促銷硬件和激活其他軟件商在該平臺開發軟件的熱情，會在廣告上誇張地宣揚該硬件所附帶的軟件包，但事實是這些軟件很可能並未完工、甚至才剛剛開工。
中文之太監，則是根據此一精神，並結合中國內地的網絡用語「太監帖」（原作者無法完成的bbs連載，帶有「絕後」之意，另有一说称“太监”指“下面没有了”）而來。
值得注意的是，上述之硬件廠商開出空頭支票，以獲取用戶和軟件商對硬件平臺的支持，這樣的行為也多見于電子遊戲行業，尤其是電視遊戲機廠商。如任天堂、索尼電腦娛樂都經常在新硬件發布時宣稱獲得不少遊戲廠商的支持，並有遊戲軟件正在開發，而實際情況經常是許多遊戲軟件甚至還沒有立項。而較為臭名昭著的例子就有任天堂為64DD開發的地球冒險3，儘管有極高之完成度，最後仍然流產，是典型的太監軟件，而64DD本身也幾經延期，幾乎成為太監硬件。

## 愚人產品
太監產品和愚人產品的區別是，前者的開發者確實想要完成該項目，雖然最後無法完成，而後者的開發者則已事先知道項目不具可行性，只是為了達到欺騙和愚弄的目的而進行宣傳，並最終可能會發布所謂的「成品」。

## 取消/仍未推出的例子
- 星际争霸：幽灵——暴雪娛樂在2002年宣佈的授權開發的动作遊戲，因各種原因而無限期擱置。
- 2 Days to Vegas
- THEY——早在2007年首次公佈。
- 合金戰士2——在E3 2006首次正式公佈[3]。
- 戰爭獵犬——早在2006年首次公佈。
- 超級瑪利歐128（英语：Super Mario 128）——任天堂GameCube遊戲，一直未能推出。是之後的《超級瑪利歐銀河》的雛形。
- 风色幻想7——弘煜科技公司所开发的一款战棋类游戏， 当时弘煜科技企划监督刘昱昌透露 风色幻想7一直在研发中，后来一直延迟。
- AirPower
- WinFS和下一代安全计算基础
- 病嬌模擬器（Yandere Simulator）——在2014年首次公佈的校園模擬動作遊戲，至今未能完成。

## 延期後最終面世的例子
一些產品曾被普遍認為是太監軟件或硬件，經過漫長的時間後終于推出，較有名的有：
- Windows Vista——開發代號「Longhorn」，2002年開發，2006年底發售。
- 地球冒险3——遊戲最初于1994年公布開發，經歷了遊戲平台不斷轉移，多次延誤導致遊戲於2000年終止開發，再到2003年重新開發，最终于2006年发布。
- 潜行者：切尔诺贝利的阴影——遊戲最初宣佈在2001年，經歷無數的延誤。最終在2007年3月3日，THQ公司宣佈遊戲發佈于2007年3月20日。
- 絕地要塞2——2007年發佈。開發計畫早在1998年就已發佈，採用Valve的GoldSrc引擎，然而自那時起便經歷了種種的設計概念變化。在1999年公開的截圖顯示，該遊戲外觀脫離其前代設計轉而追求更真實更軍事化的遊戲元素；然而設計在其9年開發期間不斷的變化。
- 黑暗降临——遊戲最初宣佈在2001年8月29日，最終在2009年發佈。
- 獵魂——遊戲最初宣佈在1995年，最終在2006年發佈。
- 虚幻世界——由Enormous Elk在1992年开始开发，最终在2016年发布。
- 永遠的毀滅公爵——自1997年就在開發的FPS遊戲，因多次延期已經成為一種網絡群體現象，該遊戲多次獲得www.wired.com評選的「年度太監產品獎」，最終2011年6月在歐美發售。
- 最终幻想Versus XIII——游戏最初于2006年公布，最终在2016年更名为《最终幻想XV》发售。
- 最后的守护者——立项开发始于2007年，一度传出停止开发的消息，最终于2016年发布。
- 毁灭战士
- Perl 6——作為Perl 5的後繼者，在2000年開始發展，但由於加入大量功能開發緩慢，最終由於與perl差異過大並為避免混淆，在2019年10月更名為Raku。